# Metopius dolenus
Metopius dolenus là một loài tò vò trong họ Ichneumonidae.